# Viljem IV. Horneški
Viljem IV. Horneški (1303-1343) je bil gospod na gospostvih: svobodno gospostvo Horn(e), gospostev Altene, Weerta, Nederweerta, Wessema, Heezeja, Leendeja in Cortessema. Po nečakinji Beatrice Leuvenski je podedoval Gaasbeek, Leeuw, Herstal in Montcornet.

## Zgodnja kariera
Konec leta 1321 je gospod Viljem Horneški dopolnil 18 let in prevzel nadzor nad Alteno. To pa ni pomenilo, da je postal njen uradni gospodar. Da se je to zgodilo, ga je moral najprej kot alod predati grofu Kleveškemu. Kljub temu se od leta 1321 ni hotel več imenovati gospod Altenski.
Viljem je gojil dobre odnose s Holandskim grofom. Kleveški grof ga tudi ni priznal za gospoda Altenskega. Verjetno ga je hotel dati Viljemuvem mlajšemu bratu Dirku, sinu Gerharda in grofove sestre Irmgard. Leta 1327 je holandski grof Viljem III. obljubil, da bo Alteno ohranil v lasti Viljema Horneškega, dokler ne bo dobil tistega, do česar je bil upravičen.

## Kot gospod Horneški
Viljemov oče je verjetno umrl 1. aprila 1330. Nasledstvo gospostva Horne je potekalo gladko. Enako je veljalo za  gospostvo Loon op Zand. Herlaer in Kranenburg sta šla k Irmgardinim otrokom.
Malo pred smrtjo je njegov oče končno prosil grofa Kleveškega, naj njegovega sina Viljema prizna za gospodarja Altene. 14. marca 1330 je Holandski grof Viljem III. imenoval Viljema Horneškega za viteza in gospoda Altene. Priznanje grofa Kleveškega je moralo priti pred novembrom 1332.
Novembra 1332 je grof Kleveški prodal svojo oblast nad Alteno Holandskemu grofu Viljemu III. Prav tako je vse dolžnosti, ki jih je imel Viljem Horneški do grofa Kleveškega, prenesel na grofa Holandskega.
Nekoliko prej se je oblikovala koalicija proti Viljemovemu fevdalno nadrejenemu Janezu III., Brabantskemu vojvodi, člani pa so bili njegovi drugi fevdno nadrejeni grofje Gelderski, Loonski in Lieški ter škof Lièški in Jan Beaumontski. Beaumontski je bil brat grofa Viljema III., ki je sam ostal nevtralen. Aprila 1332 so se zbrali zahodno od Lièga in napadli Brabant.
Viljem Horneški je ostal nevtralen. Kljub temu je leta 1933 ustvaril fevdalno vez med svojima alodialnima vasema Heeze in Leende ter brabantskim vojvodo. V zameno mu je brabantski vojvoda obljubil bogato dediščino svoje nečakinje Beatrise Louvainske, dame Gaasbeeške in Herstalske. Kmalu zatem je dobil upravljanje njenega posestva, s čimer je postal močan mož v Brabantu.
Viljemova žena Oda je umrla med letoma 1330 in 1336. Leta 1336 se je Viljem Horneški ponovno poročil. Njegova druga žena je bila Elizabeta, hči in dedinja Dirka Loefa III. Kleveškega, grofa Hülchratha. Prinesla bi bogato dediščino. Vendar grofija Hülchrath ni bila del tega.
Zadnja volja Vijema IV. je datirana 1. oktobra 1342. Umrl je leta 1343. 

## Družina

### Starši
Viljem Horneški, 4. gospod Horneški z imenom Viljem, je bil sin Gerharda I. Horneškega in Johanne Leuvenske-Gaasbeeške. Gerhard I. Horneški (1270–1331) je bil lgospod Horneja, Altene, Perweza, Heezeja, Ouda Herlaerja (od 1315) in Barendrechta.   Gerhard se je z Johano poročil septembra 1302. Rodila sta se jima Margareta in Viljem. Leta 1316 se je Gerhard I. poročil z Irmgard Kleveško, s katero sta imela sina Dirkom (1320).
Oče Viljema IV. Gerhard I. je nasledil svojega starejšega brata Viljema III. Horneškega. Za Deželo Altena, njen vrhovni  fevdalni gospod grof Kleveški ni hotel takoj prepoznati kot dediča.  Gerhard I. je zato iskal podporo pri Nikolaju Puttenskem, zelo vplivnim človekom v grofiji Holandija. Leta 1305 se je dogovoril za poročno pogodbo med svojim sinom Viljemom Horneškim in Odo Puttensko-Strijensko, drugo Nikolajevo hčerko. Eno od določil je bilo, da bo Viljem Horneški dobil Alteno takoj, ko bo star dvanajst let. Končno je leta 1306 Kleveški Gerharda  priznal za gospoda Altene.

### Poroka
21. decembra 1315 je bila sklenjena nova pogodba o poroki takrat približno 12 let starega bodočega gospoda Viljema IV. in Ode Puttenske-Strijenske. Poroka je bila sklenjena pred novembrom 1316.  Ta pogodba je določala kdaj bo moral Gerhard I. predati Alteno Viljemu. Gerhard je to storil leta 1321.

### Potomci
Iz prvega zakona z Odo Puttensko:
- Johana Horneška (1320-1356) - poročena z Gijsbrehtom III. Abcoudskim.
- Gerhard II. Horneški (1320-1345)
- Oda Horneška (1320-1353) - poročena z Janezom II. Polanenski, gospodom Polanena, Leka in Brede
- Aleida Horneška (1320-)  - poročena z Dirkom Cranendonškim
- Elizabeta Horneška (1326-1360)  - poročena z Johanom II. Arkelskim, gospodom Heukeloma (1310-1373).
- Neža Horneška, opatinja opatije Rijnsburg

Iz njegovega drugega zakona z Elizabeto Klevejško-Hülchratsko:
- Viljem V. Horneški (1335-1357)
- Dirk Loef Horneški (1338, c. 1402)
- Elizabeta Horneška (1339, c. 1416) - poročena s Henrikom iz Diesta (1345-1385).
- Arnold II. Horneški (1339-1389) škof Utrechta (1371-1378), škof Liège (1378-1389).